# 捷爾武灣
捷爾武灣是俄羅斯的海灣，位於拉多加湖西北部，由卡累利阿共和國負責管轄，該海灣長5.4公里、寬3.9公里，最大水深24米，該海灣有數個島嶼。